# Flachmoore von nationaler Bedeutung im Kanton Freiburg
Hier sind die Flachmoore von nationaler Bedeutung im Kanton Freiburg aufgelistet. Diese Freiburger Flachmoore von nationaler Bedeutung sind in der Schweiz durch die Flachmoorverordnung des Bundes geschützt (französisch Ordonnance sur la protection des bas-marais d’importance nationale, italienisch Ordinanza sulla protezione delle paludi d’importanza nazionale). Die Verordnung stützt sich auf das Bundesgesetz vom 1. Juli 1966 über den Natur- und Heimatschutz.
Die aufgelisteten Flachmoore sind Teil des Bundesinventars der Flachmoore von nationaler Bedeutung. Die Europäische Umweltagentur (European Environment Agency) koordiniert die Daten der europäischen Mitglieder. Die inventarisierten Flachmoore von nationaler Bedeutung der Schweiz führen in der internationalen Datenbank den Code «CH04».

## Ziel
Ziel der Flachmoorverordnung sind der Schutz dieser Flachmoore, die Erhaltung und Förderung der standortheimischen Pflanzen- und Tierwelt und ihrer ökologischen Grundlagen sowie die Erhaltung der geomorphologischen Eigenart. Die Gebiete sind offiziell ausgewiesene Schutzgebiete in Natur- und Landschaftsschutz.

## IUCN-Kategorie
Die Flachmoore von nationaler Bedeutung in der Schweiz sind in der IUCN-Kategorie IV registriert. Diese umfasst Biotop- und Artenschutzgebiete mit einem Management, das ein gezieltes Monitoring und regelmässige Eingriffe zur Erhaltung des Schutzgebietes vorsieht, wie beispielsweise zur Verhinderung der Verbuschung und Verwaldung.

## Herkunft der Daten
Die Aufstellung entspricht der Liste im Anhang 1 zur Flachmoorverordnung des Bundes vom 7. September 1994, die am 1. Oktober 1994 in Kraft trat und zuletzt am 12. Mai 2021 aktualisiert wurde. Von dort stammen die Nummer des Objekts, die Angabe zur Fläche inklusive umliegender Pufferzonen, die Angabe zur Standortgemeinde und zum Jahr der Ausweisung sowie der Link zur Lokalisierung des Objekts auf der dynamischen Karte von Swisstopo und die Geokoordinaten, die auf der Basis der Schweizer Landeskoordinaten mittels Umrechnungstool NAVREF des Bundesamtes für Landestopografie in einen internationalen Standard transformiert wurden. Von der Common Database on Designated Areas der Europäischen Umweltagentur (IUCN) stammen die Angaben zur IUCN-Kategorie und der CDDA-Sitecode mit dem Link zu deren Karte.

## Liste der Flachmoore von nationaler Bedeutung im Kanton Freiburg
| Objekt (Swisstopo) | Gebietsname Lokalität          | Gemeinde                                          | CDDA- Sitecode    | Fläche                        | Koordinate            | Jahr der Ausweisung        | Bild                  |
| ------------------ | ------------------------------ | ------------------------------------------------- | ----------------- | ----------------------------- | --------------------- | -------------------------- | --------------------- |
| FR/VD-645          | Grèves du lac                  | FR: Delley-Portalban VD: Cudrefin, Vully-les-Lacs | 347749            | 148,56 FR: 17,83 VD: 130,73   | ⊙                     | 1994, rev. 2001, 2007      | Bild gesucht BW       |
| FR/VD-647          | Grèves du lac                  | FR: Delley-Portalban, Gletterens VD: Chevroux     | 347741            | 196,98 (FR: 102,43 VD: 94,55) | ⊙                     | 1994, rev. 2001            | Bild gesucht BW       |
| FR-648             | Grèves du lac                  | Estavayer                                         | 347751            | 8,58                          | ⊙                     | 1994                       | Bild gesucht BW       |
| FR/VD-649          | Grèves du lac                  | FR: Estavayer VD: Chevroux                        | 168551            | 20,91 (FR: 7,74 VD: 13,17)    | ⊙                     | 1994                       | Bild gesucht BW       |
| FR-650             | Grèves du lac                  | Cheyres-Châbles, Estavayer                        | 347745            | 88,56                         | ⊙                     | 1994                       | Bild gesucht BW       |
| FR-652             | La Grève                       | Estavayer                                         | 168679            | 18,63                         | ⊙                     | 1994, rev. 2001            |                       |
| FR-657             | Grèves du lac de Morat         | Galmiz, Muntelier                                 | 168550            | 13,47                         | ⊙                     | 1994                       | Bild gesucht BW       |
| FR-1094            | Les Gurles                     | Sâles                                             | 168883            | 11,32                         | ⊙                     | 1994, rev. 2017            | Bild gesucht BW       |
| FR-1102            | L’Ochère                       | Siviriez                                          | 168879            | 4,52                          | ⊙                     | 1994                       | Bild gesucht BW       |
| FR-1104            | La Mosse d’en Bas              | La Verrerie                                       | 168912            | 4,69                          | ⊙                     | 1994, rev. 2017            | Bild gesucht BW       |
| FR-1105            | Les Tourbières                 | Le Flon, Saint-Martin                             | 149170            | 7,64                          | ⊙                     | 1994, rev. 2017            | Bild gesucht BW       |
| FR/VD-1112         | Grèves du lac                  | FR: Cheyres-Châbles VD: Yvonand                   | 347757            | 24,10 (FR: 14,94 VD: 9,16)    | ⊙                     | 1994, rev. 1996            | Bild gesucht BW       |
| FR-1114            | Lac de Seedorf                 | Avry, Noréaz                                      | 168742            | 2,44                          | ⊙                     | 1994, rev. 2017            |                       |
| FR-1118            | Düdingermoos                   | Düdingen                                          | 168693            | 10,12                         | ⊙                     | 1994, rev. 2017            |                       |
| FR-1120            | Waldeggmoos                    | Düdingen                                          | 347962            | 6,62                          | ⊙                     | 2007, rev. 2017            |                       |
| FR-1122            | Fragnière-Moos                 | Düdingen, Schmitten                               | 168700            | 5,89                          | ⊙                     | 1994, rev. 2017            | Bild gesucht BW       |
| FR-1161            | Rohrmoos                       | Plaffeien                                         | 168864            | 5,45                          | ⊙                     | 1994, rev. 1996            | Bild gesucht BW       |
| FR-1164            | La Spielmannda/Untertierliberg | Plaffeien, Plasselb, Val-de-Charmey               | 168870            | 36,35                         | ⊙                     | 1994, rev. 2017            | Bild gesucht BW       |
| FR-1203            | Im Roten Herd                  | Jaun                                              | 168928            | 12,95                         | ⊙                     | 1996, rev. 2017            | Bild gesucht BW       |
| FR-1292            | Grattavache                    | Val-de-Charmey                                    | 168876            | 22,88                         | ⊙                     | 1994, rev. 2017            | Bild gesucht BW       |
| FR-1393            | La Tourbière d’Echarlens       | Echarlens                                         | 168888            | 5,71                          | ⊙                     | 1994, rev. 2017            | Bild gesucht BW       |
| FR-1399            | Lac de Lussy                   | Châtel-Saint-Denis                                | 168955            | 13,06                         | ⊙                     | 1994, rev. 2017            |                       |
| FR/VD-1400         | Les Mosses de la Rogivue       | FR: Saint-Martin VD: Maracon                      | 168934            | 10,39 (FR: 1,35 VD: 9,04)     | ⊙                     | 1994, rev. 2017            | Bild gesucht BW       |
| FR-1402            | Les Alpettes                   | Semsales                                          | 168930            | 5,98                          | ⊙                     | 1994                       | Bild gesucht BW       |
| FR-1422            | La Léchire                     | Bas-Intyamon                                      | 168937            | 3,74                          | ⊙                     | 1994                       | Bild gesucht BW       |
| FR-1423            | Gros Mont                      | Val-de-Charmey                                    | 168942            | 13,26                         | ⊙                     | 1994, rev. 2017            | Bild gesucht BW       |
| FR/VD-1425         | Fessu Derrière                 | FR: Val-de-Charmey VD: Rougemont                  | 168960            | 21,87 (FR:18,81 VD: 3,06)     | ⊙                     | 1994, rev. 2017            | Bild gesucht BW       |
| FR-1433            | Le Penny                       | Bulle, Gruyères                                   | 168931            | 8,09                          | ⊙                     | 1994, rev. 2017            | Bild gesucht BW       |
| FR-1481            | Torry d’Arau                   | Val-de-Charmey                                    | 168861            | 15,98                         | ⊙                     | 1994, rev. 2017            | Bild gesucht BW       |
| FR-1503            | Moore am Schwyberg             | Plaffeien                                         | 168862            | 44,41                         | ⊙                     | 1996, rev. 2017            | Bild gesucht BW       |
| BE/FR-2486         | Wilermoos/Fräschelsweiher      | FR: Fräschels BE: Kallnach                        | 168512            | 4,62 (FR: 0,60 BE: 4,02)      | ⊙                     | 1994, rev. 1996, rev. 2017 | Bild gesucht BW       |
| FR-3701            | Chablais-Nord                  | Galmiz                                            | 168555            | 14,02                         | ⊙                     | 1994, rev. 2017            | Bild gesucht BW       |
| FR-3710            | Petit Niremont                 | Châtel-Saint-Denis                                | 347961            | 3,27                          | ⊙                     | 2007                       | Bild gesucht BW       |
| FR-3711            | Niremont, arête nord           | Semsales                                          | 168945            | 1,96                          | ⊙                     | 1996                       | Bild gesucht BW       |
| FR-3712            | Gros Niremont                  | Semsales                                          | 168948            | 13,69                         | ⊙                     | 1996                       | Bild gesucht BW       |
| 35                 | Objekte insgesamt              | Objekte insgesamt                                 | Objekte insgesamt | 830,71                        | ha gesamte Moorfläche | ha gesamte Moorfläche      | ha gesamte Moorfläche |